# Köleséri Sámuel (író)
Ifj. Köleséri Sámuel (Szendrő, 1663. november 18. – Nagyszeben, 1732. december 24.) magyar orvos, filozófus, természettudós, főkormányszéki tanácsos, Köleséri Sámuel református lelkész fia.

## Életpályája
Debrecenben tanult, ahonnan 1679. máj. 22-én külföldre indult s 1680. febr. 17-én a leideni egyetem bölcsészkarára iratkozott be. Miután ebből 1681. jún. 30-án doktori címet szerzett, a teológiával kezdett foglalkozni, és 1682. máj. 20-án a franekeri egyetem hallgatói közé lépett, melyen 1684. máj. 9-én teológiai doktorrá avatták.
1685. máj. 9-én érkezett vissza Debrecenbe, de mivel első prédikálása alkalmával eltévesztette a Miatyánkot, elhagyva pályáját, a medikusira tért át. Megint külföldre ment, ahonnan orvosdoktori oklevéllel tért haza. Nagyszebenben telepedett meg, hol mint városi, majd tartományi orvos nagy hírnévre tett szert. Rendkívüli szellemi képességei utat nyitottak neki magasabb állásokhoz, s előbb az erdélyi bányák főfelügyelője, majd a főkormányszék titkára, 1717-ben pedig egyszersmind tanácsosa lett.
Viszályos házasságából folyólag börtönben végezte életét, Nagyszebenben: első felesége beperelte bigámia vádjával; politikai ellenfeleinek aknamunkája nyomán első feleségétől még 1715-ben történt elválását 1731-ben semmisnek nyilvánították, mire a harmadik házasságban élő Kölesérit a gubernium 1731-ben letartóztatta.
Hitfelei vallási közönyösséggel, sőt azzal vádolták, hogy nincs vallása, legalábbis ezt olvasták ki némely művéből.
A 18. sz. eleji Erdély tudományos és közéletének központi alakja, a karteziánus filozófia és természettudomány képviselője, a korai német felvilágosodás egyik legnagyobb hatású közvetítője volt. Levelezésben állt számos külföldi tudóssal.
A Rákóczi-szabadságharc idején a császár pártján maradt és Szebenben tartózkodott. Kiterjedt tudományos tevékenységét egyre jobban alárendelte közéleti érvényesülésének és vagyongyűjtő törekvéseinek. 1713-ban megvált bányaügyi állásától, és kinevezték a gubernium referendáriusává. 1727-től helyettes, 1729-től rendes tanácsos.
Hodosi Sámuel református lelkész sógora, gr. Lázár János mostohaapja.
Az ő javításaival bocsátotta közre Bél Mátyás 1717-ben Lipcsében a magyar újszövetséget.
Bölcsészetdoktorrá avatásakor debreceni tisztelői Applausus votivus… c. füzettel ünnepelték (1682).
Üdvözlő verset írt Czeglédi Pálhoz (1682), gyászverset ifj. Kovásznai Péter (1680) és Felvinczi Sándor (1686) halálára.
1729-ben a londoni Royal Society – magyarok közül elsőként – tagjául választotta.

## Főbb művei
- De evangelio (Debrecen, 1679)
- De existentia divinitatis (Debrecen, 1679)
- De systemate mundi (Debrecen, 1681)
- Disputatio Mathematiko Physica De Lumine... (Lugduni Batavorum, 1681)
- Dissertatio philologica, qua quaedam S. Scripturae loca illustrantur (Franeker, 1682)
- De sacrificiis, 3 rész (Franeker, 1682–83)
- De benedictione gentium Abrahamo promissa (Franeker, 1684)
- Tractatus brevis de Mediis... (Solnae, 1693)
- Consiliarius principe dignus (Keresztesi Sámuel temetésére; Nagyszeben, 1707)
- Auraria Romano-Dacica (Nagyszeben, 1717)
- Summarium philosophiae (Kolozsvár, 1723)
- Primum pietatis erga Deum officium (hely n., 1724)
- Tibullus Corvinianus (Kolozsvár, 1727)
- Animi grati et ingrati character (Nagyszeben, 1729)

### Modern szövegkiadások
- Köleséri Sámuel tudományos levelezése, 1709–1732; összegyűjt. Jakó Zsigmond, szerk. Font Zsuzsa, latin szöveggond., regeszták Magyar László András; Erdélyi Múzeum-Egyesület, Kolozsvár, 2012 (Kölesériana)
- Erdély aranybányászata; ford., utószó, jegyz. Magyar László András; SZTE BTK Irodalomtudományi Doktori Iskolája–Erdélyi Múzeum-Egyesület, Szeged–Cluj-Napoca, 2015 (Kölesériana)
- Köleséri Sámuel és az európai korai felvilágosodás. Tanulmányok és szövegek; szerk. Balázs Mihály, Font Zsuzsa, Kovács András; Erdélyi Múzeum-Egyesület, Kolozsvár, 2016 (Kölesériana)